# Belgian Darts Championship
| Belgian Darts Championship | Belgian Darts Championship |
| -------------------------- | -------------------------- |
| Sportart                   | Darts                      |
| Organisator                | PDC                        |
| Turnierart                 | Ranglistenturnier          |
| Austragungsort             | Ethias Arena, Hasselt      |
| Austragungszeitraum        | März                       |
| Rekordsieger               | Gerwyn Price (1×)          |
| amtierender Sieger         | Gerwyn Price               |
| Letzte Austragung          | 2020                       |

Die Belgian Darts Championship war ein Ranglistenturnier im Dartsport, welches von der PDC veranstaltet wurde. Es war ein Event der European Darts Tour, welche im Rahmen der PDC Pro Tour durchgeführt wird.  2020 wurde es zum ersten und bisher einzigen Mal ausgetragen. Seit 2022 finden im Rahmen der European Darts Tour die Belgian Darts Open statt.

## Format
Das Turnier wurde im K.-o.-System gespielt. Spielmodus war in den ersten drei Runden ein best of 11 legs, im Halbfinale best of 13 legs und im Finale best of 15 legs.
Jedes leg wurde im double-out-Modus gespielt.

## Preisgeld
Bei dem Turnier wurden insgesamt £ 140.000 an Preisgeldern ausgeschüttet. Das Preisgeld verteilte sich unter den Teilnehmern wie folgt:
| Position (Anzahl der Spieler) | Position (Anzahl der Spieler) | Preisgeld |
| ----------------------------- | ----------------------------- | --------- |
| Gewinner                      | (1)                           | £ 25.000  |
| Finalist                      | (1)                           | £ 10.000  |
| Halbfinalisten                | (2)                           | £ 6.500   |
| Viertelfinalisten             | (4)                           | £ 5.000   |
| Achtelfinalisten              | (8)                           | £ 3.000   |
| Verlierer der 2. Runde        | (16)                          | £ 2.000   |
| Verlierer der Vorrunde        | (16)                          | £ 1.000   |
|                               |                               |           |
|                               |                               | £ 140.000 |

## Finalergebnisse
| Jahr | Austragungsort        | Sieger       | Ergebnis | Finalist      | Preisgeld  | Preisgeld |
| Jahr | Austragungsort        | Sieger       | Ergebnis | Finalist      | Gesamt     | Sieger    |
| ---- | --------------------- | ------------ | -------- | ------------- | ---------- | --------- |
| 2020 | Ethias Arena, Hasselt | Gerwyn Price | 8 : 3    | Michael Smith | 0£ 140.000 | 0£ 25.000 |

## Höchste Averages
Die Tabelle nennt die zehn höchsten Averages in der Turniergeschichte.
| #  | Spieler              | Jahr | Runde         | Average | Ergebnis   |
| -- | -------------------- | ---- | ------------- | ------- | ---------- |
| 1  | Danny Noppert        | 2020 | 2. Runde      | 108,96  | Sieg       |
| 2  | Michael Smith        | 2020 | Viertelfinale | 107,85  | Sieg       |
| 3  | Mervyn King          | 2020 | 2. Runde      | 105,98  | Sieg       |
| 4  | Gerwyn Price         | 2020 | Achtelfinale  | 105,93  | Sieg       |
| 5  | Jonny Clayton        | 2020 | 2. Runde      | 104,14  | Niederlage |
| 6  | Nathan Aspinall      | 2020 | Viertelfinale | 103,75  | Niederlage |
| 7  | Mensur Suljović      | 2020 | Achtelfinale  | 103,58  | Sieg       |
| 8  | Nathan Aspinall      | 2020 | Achtelfinale  | 103,29  | Sieg       |
| 9  | Michael Smith        | 2020 | 2. Runde      | 103,28  | Sieg       |
| 10 | Dirk van Duijvenbode | 2020 | Viertelfinale | 102,94  | Sieg       |